# Abner Silver
Pour les articles homonymes, voir Silver.
Abner Silberman connu sous le nom d'Abner Silver, né le 28 décembre 1899 à New York où il est mort le 24 novembre 1966, est un auteur-compositeur américain.

## Biographie
Abner Silver a composé les musiques de nombreuses chansons. Ses premiers titres sont écrits au lendemain de la Première Guerre mondiale comme You Can't Blame the Girlies (They All Want to Marry a Soldier) en 1918. Il produit ensuite des chansons devenues des classiques  telles I'm Going South en 1921, Chasing Shadows en 1925 et How Did He Look?» en 1940. Silver s'associait fréquemment aux paroliers Benny Davis (en), Al Sherman et Al Lewis. Entre 1931 et 1934, durant les derniers jours du vaudeville , Silver et plusieurs de ses collègues créateurs de tubes forment une revue appelée Songwriters on Parade (en), se produisant en tournées sur toute la côte Est,,. 
Les chansons de Silver ont été reprises par de nombreux interprètes comme Al Jolson, Ruth Etting, Jack Leonard, Mildred Bailey, Eddie Cantor, Rudy Vallee, Helen Kane, Kate Smith, Billie Holiday, Frank Sinatra, Tony Bennett, Mel Tormé, Eddie Fisher, Peggy Lee ou encore Julie London, Elvis Presley, Frankie Lymon, Etta Jones, Johnny Mathis, Brenda Lee et Shirley Bassey. De nombreux artistes ont repris ce qui est devenu un standard country, My Window Is Facing South, dont Willie Nelson, Vassar Clements, Commander Cody et Lyle Lovett. Parmi les chefs d'orchestre ayant interprété des morceaux composés par Silver figurent Shep Fields, Django Reinhardt, Louis Prima, Lionel Hampton et Les McCann. 
À la fin des années 1950, il écrit plusieurs chansons pour Elvis Presley pour ses films, notamment Young and Beautiful, What's She Really Like ? et Lover Doll. Chantée par Tom Jones, With These Hands (avec des paroles de Benny Davis) est utilisée dans le film Edward aux mains d'argent, avec Johnny Depp. Sa première chanson He's So Unusual est reprise par Cyndi Lauper sur son album à succès, She's So Unusual.
Abner Silver est mort le 24 novembre 1966 à New York.